# Fernand Kartheiser
Pour les articles homonymes, voir Kartheiser.
Fernand Kartheiser, né le 30 septembre 1959 à Luxembourg (Luxembourg), est un ancien militaire, diplomate et homme politique luxembourgeois, président du Parti réformiste d'alternative démocratique (ADR) en 2012. Député de 2009 à 2024, il est élu au Parlement européen en 2024.

## Biographie

### Formation
Né le 30 septembre 1959 à Luxembourg, Fernand Kartheiser obtient son baccalauréat au Lycée Michel-Rodange en 1978. Par la suite, il étudie les sciences sociales et militaires à l'École royale militaire de Bruxelles (1982) et l'histoire à l'université de Montpellier. En 1984, après avoir décroché un diplôme d'études approfondies en histoire, il entre à l'Académie diplomatique et l'Institut d'études latino-américaines à Vienne en 1986 avant de soutenir sa thèse de doctorat intitulée Le Luxembourg et la Guerre de Corée (25 juin 1950 - 27 juillet 1953) à Montpellier.

### Carrière professionnelle
De 1983 à 1989, il est officier au sein de l'Armée luxembourgeoise. Ensuite, il travaille pour la Direction des affaires publiques et culturelles à Luxembourg, pour l'ambassade à Bonn et en tant que représentant permanent adjoint auprès de l'Organisation pour la sécurité et la coopération en Europe (OSCE) à Vienne. Plus tard, il est nommé ambassadeur en Grèce, à Chypre et en Roumanie, avant d'obtenir un poste au ministère des Affaires étrangères en 2008.
Le 7 juin 2013, le journal hebdomadaire d'Lëtzebuerger Land révèle que Fernand Kartheiser a été agent double pour la CIA et le GRU russe au cours de la guerre froide dans les années 1980,.

### Parcours politique
À la suite des élections législatives de juin 2009, il fait son entrée au sein de la Chambre des députés pour la circonscription Sud où il représente le Parti réformiste d'alternative démocratique. Lors du congrès du 25 mars 2012, il prend la direction de son parti mais en raison de divergences internes, il doit renoncer à cette fonction en décembre de la même année après le départ de Jean Colombera et Jacques-Yves Henckes,,. En juillet 2020, il prend la direction du groupe parlementaire de l'ADR pour remplacer Gaston Gibéryen dont la démission est prévue au mois d'octobre.
De 2011 à 2012, il fait partie du conseil communal de la ville de Luxembourg,. Fernand Kartheiser est l'un des membres fondateurs de l'Association des hommes du Luxembourg (lb) (AHL), dont il est le secrétaire de 2006 à 2008 puis le président jusqu'à l'accord de coopération entre l'AHL et l'ADR en 2009.
Il est élu député européen sur la liste du Parti réformiste d'alternative démocratique lors des élections européennes de 2024. Au sein du Parlement européen, il siège avec le groupe des Conservateurs et réformistes européens (CRE/ECR). 

## Positions pro-russes
Fernand Kartheiser est remarqué pour ses positions favorables à la Russie de Vladimir Poutine. Peu après son élection au Parlement européen, il accorde un entretien au journal russe Izvestia, sous sanctions de l'Union européenne en raison de son contrôle par l'État russe et de sa diffusion de propagande. Il est aussi favorable à la levée des sanctions contre la Russie et encourage le pays à les contourner.
D'abord tolérées, ses positions provoquent rapidement une opposition et des critiques de la part du reste du groupe ECR, qui a choisi d'adopter une position de soutien clair à l'Ukraine et à l'OTAN pour se distinguer du reste de l'extrême droite du Parlement européen. Une « lettre » lui est envoyée par les instances du groupe, réclamant des explications sur ses positions et un porte-parole rappelle que « La position de l’ECR est claire et consiste à rejeter fermement l'agression russe en Ukraine. Aucune autre position n'est compatible avec l'adhésion ou l'appartenance à l’ECR. ». Potentiellement menacé d'exclusion du groupe, Fernand Kartheiser invoque une « saine diversité d'opinions », selon les mots de Virgule. 

## Publications
Il écrit sous le pseudonyme de Fernand Le Chartreux.
- (lb) Fernand le Chartreux, Helleg Muecht : Roman, Luxembourg, Édition Schortgen, 2001, 184 p. (ISBN 2-87953-792-4 et 9782879537924, OCLC 723891845, lire en ligne).
- (de) Fernand Kartheiser, Kritik der reinen Unvernunft : zur Feminisierung der Sprache, Édition Schortgen, 2007, 92 p. (ISBN 978-2-87953-051-2 et 2879530512, OCLC 612445780, lire en ligne).